# Faiança

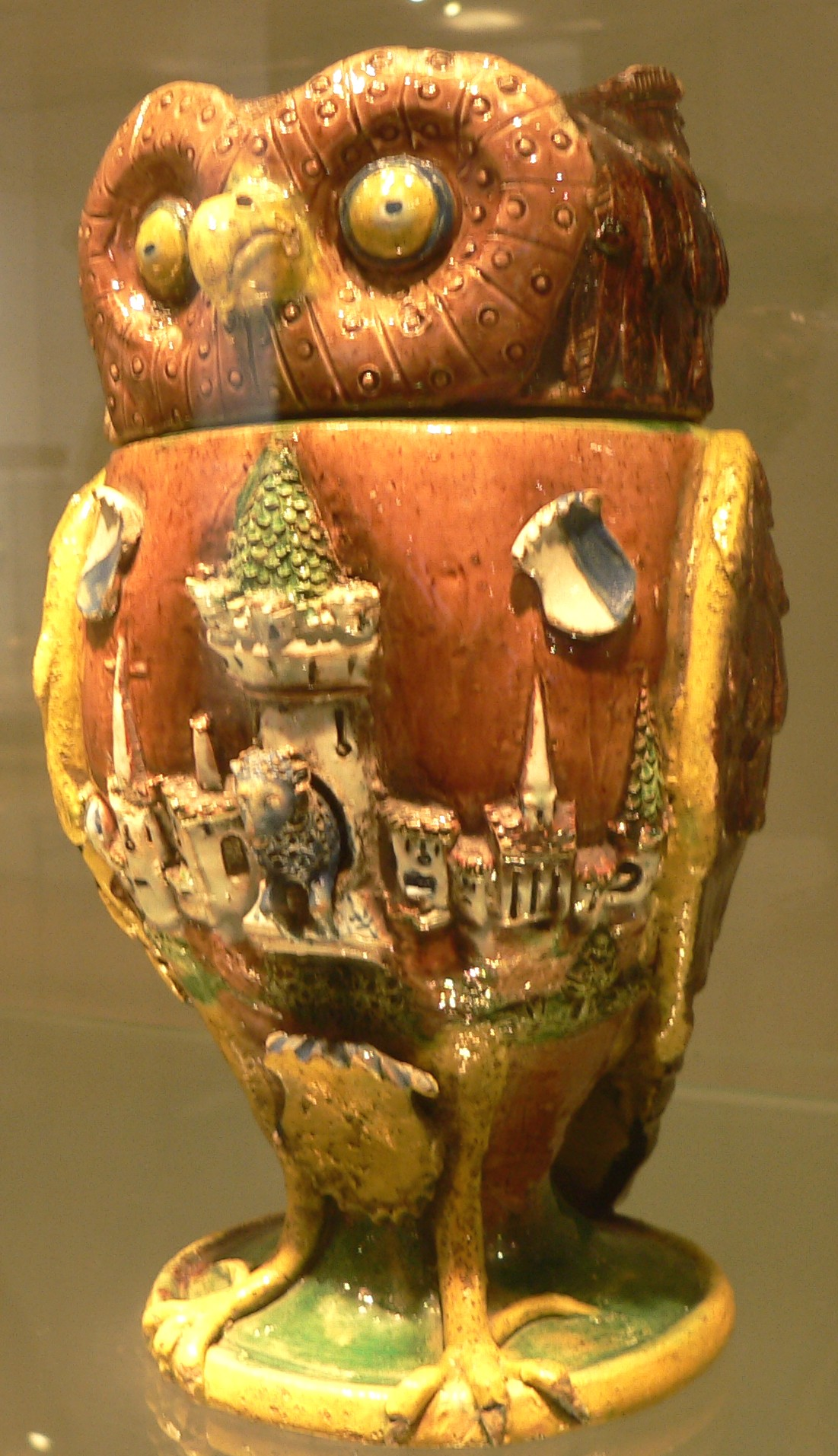
Obra em faiança do século XVI

A faiança é uma forma de cerâmica branca , que possui uma massa cerâmica menos rica em caulim do que a porcelana e é associada a argilas mais plásticas. São massas porosas de coloração branca ou marfim e precisam de posterior vitrificação. São usados para criar peças decorativas, aparelhos de jantar, aparelhos de chá, etc.
Tanto a porcelana como a faiança são feitas seguindo as mesmas etapas de processamento, havendo modificações nas matérias-primas e nos parâmetros aplicados. A faiança, após a queima, apresenta corpo levemente colorido, com cores que vão do bege ao rosado, com alta absorção de água, podendo chegar a 25%, recoberta com esmaltes e/ou engobes. Normalmente, na formulação das massas utilizam-se materiais com baixos teores de óxido de ferro devido à cor clara do produto após a queima. Na faiança, são usadas argilas com pequenos percentuais de feldspatos, calcita, dolomita e talco para que sejam atingidas as propriedades desejadas após a sinterização.
No Brasil, ainda não existem normas que classifiquem as diversas terminologias dos diferentes tipos de cerâmica branca. O termo "cerâmicas brancas" em geral se refere a uma classe de artigos cerâmicos de cor de queima clara (branca, creme e até acinzentada), aspecto denso, brilho vítreo, esmaltados, de caráter translúcido ou opaco, com sua formulação típica consistindo de uma mistura de matérias-primas naturais e abundantes. Apesar de algumas características em comum, esse tipo de cerâmica não possui uma classificação oficial e é usada de forma genérica. Alguns autores classificam a faiança como um tipo de cerâmica branca de índice de absorção de água superior a 3% e com temperatura de queima inferior a 1250 ºC. De forma comparativa, as matérias-primas dessa composição são semelhantes às utilizadas para compor o grês (como granito, pegmatito e filito como fundentes, ao invés de feldspato puro), mas podem incorporar, fundentes carbonáticos, portadores dos minerais calcita e dolomita, formando produtos de menor resistência mecânica. 
A norma americana ASTM C242-15 define "faiança" (earthenware, na língua inglesa) como uma cerâmica branca não vitrificada. Cerâmica maiólica: faiança decorada com esmalte opaco. A norma europeia EN1900 define "faiança" como cerâmica de baixa vitrificação, branco a creme (ou colorido artificialmente), opaco, com uma textura porosa e fina.

## História

### Antiguidade

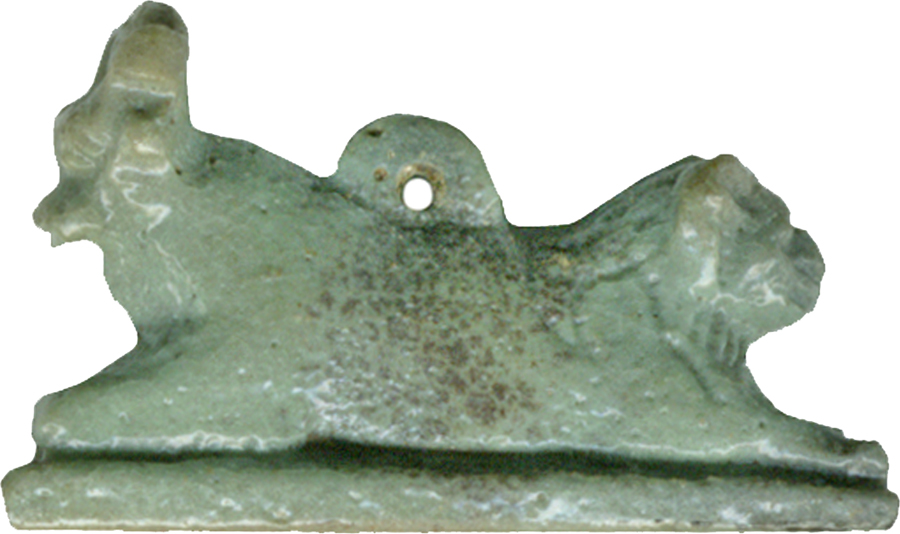
Pingente egípcio de Touro Apis. Walters Art Museum.

Objetos de faiança feitos com cerâmica esmaltadas existiam no Egito já em 4.000 a.C. No entanto, este material não é de considerada cerâmica por não conter argila, mas um material vítreo, autoligável ou esmaltada, mais próximo do vidro. O Metropolitan Museum of Art possui uma peça conhecida como "William the Faience Hippopotamus" de Meir, Egito, datado da Décima Segunda Dinastia do Egito, c. 1981–1885 AC. Diferentes daqueles do antigo Egito em tema e composição, os artefatos do Reino de Querma na Núbia, são caracterizados por grandes quantidades de faiança azul, que foi desenvolvida pelos nativos de Kerma.
Exemplos de faiança antiga também são encontrados na Creta minóica, que provavelmente foi influenciada pela cultura egípcia. Foram encontrados objetos deste tipo no sítio arqueológico de Knossos.

### Oriente Médio

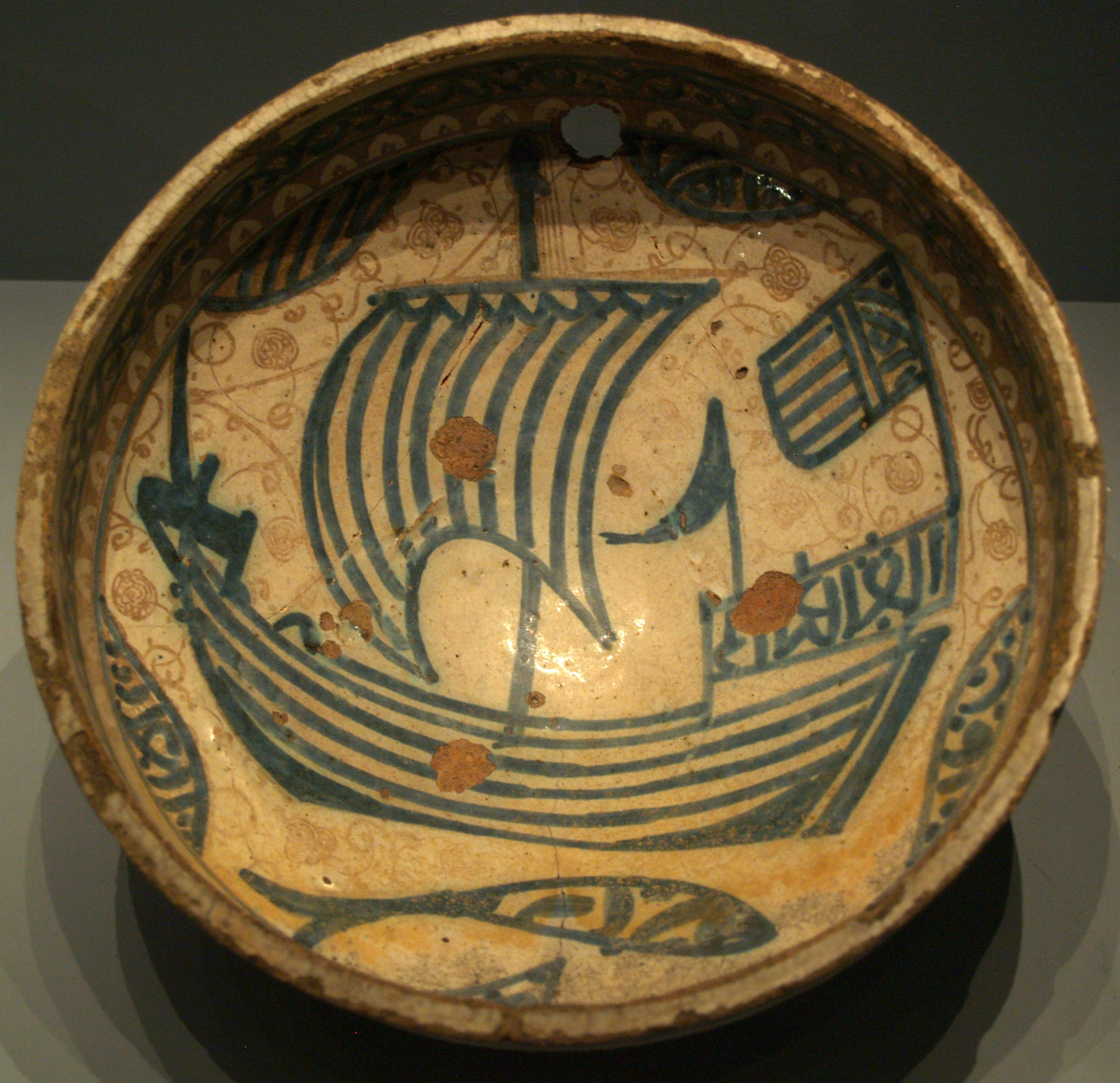
Louça hispano-mourisca feita em Manises, século XV.

A invenção de um esmalte cerâmico branco, pela adição de óxido de estanho ao esmalte de chumbo, foi um grande avanço na história da cerâmica. Acredita-se ter se originado no Irã ou oriente médio antes do século IX. Era necessário um forno capaz de produzir temperaturas superiores a 1 000 °C para alcançar este resultado. Essa técnica é usado para uma grande variedade de cerâmica de várias partes do mundo, incluindo muitos tipos de peças na Europa, muitas vezes produzidas como versões de porcelanas.
Os mouros levaram a técnica da faiança esmaltada de estanho para Al-Andalus (antiga região que se estendia por toda a península ibérica), onde foi aperfeiçoada com esmaltes metálicos. Desde o século XIV, Málaga na Andaluzia e posteriormente Valência exportou estas "mercadorias hispano-mouriscas", através das Ilhas Baleares para a Itália e o resto da Europa. Mais tarde, essas indústrias ficaram sob o domínio dos cristãos.
"Majólica" ou "maiolica" são versões de faiança atribuídas á ilha de Maiorca, que era um ponto de parada de louças de barro esmaltadas de estanho enviadas para a Itália do reino de Aragão, na Espanha, no final da Idade Média.
Na Itália, as louças de barro esmaltadas de estanho produzidas localmente, agora chamadas de "maiolica", começaram no século XIV, atingiram seu pico no final do século XV e no início do século XVI. Após o século XVII, a produção declinou e a qualidade da pintura diminuiu, substituindo as cenas complexas e sofisticadas em desenhos geométricos de formas simples . A produção continua até os dias de hoje em muitos centros, e os produtos são chamados de faiança (faience em inglês), embora ainda seja chamada de maiólica em italiano.

### Países Baixos

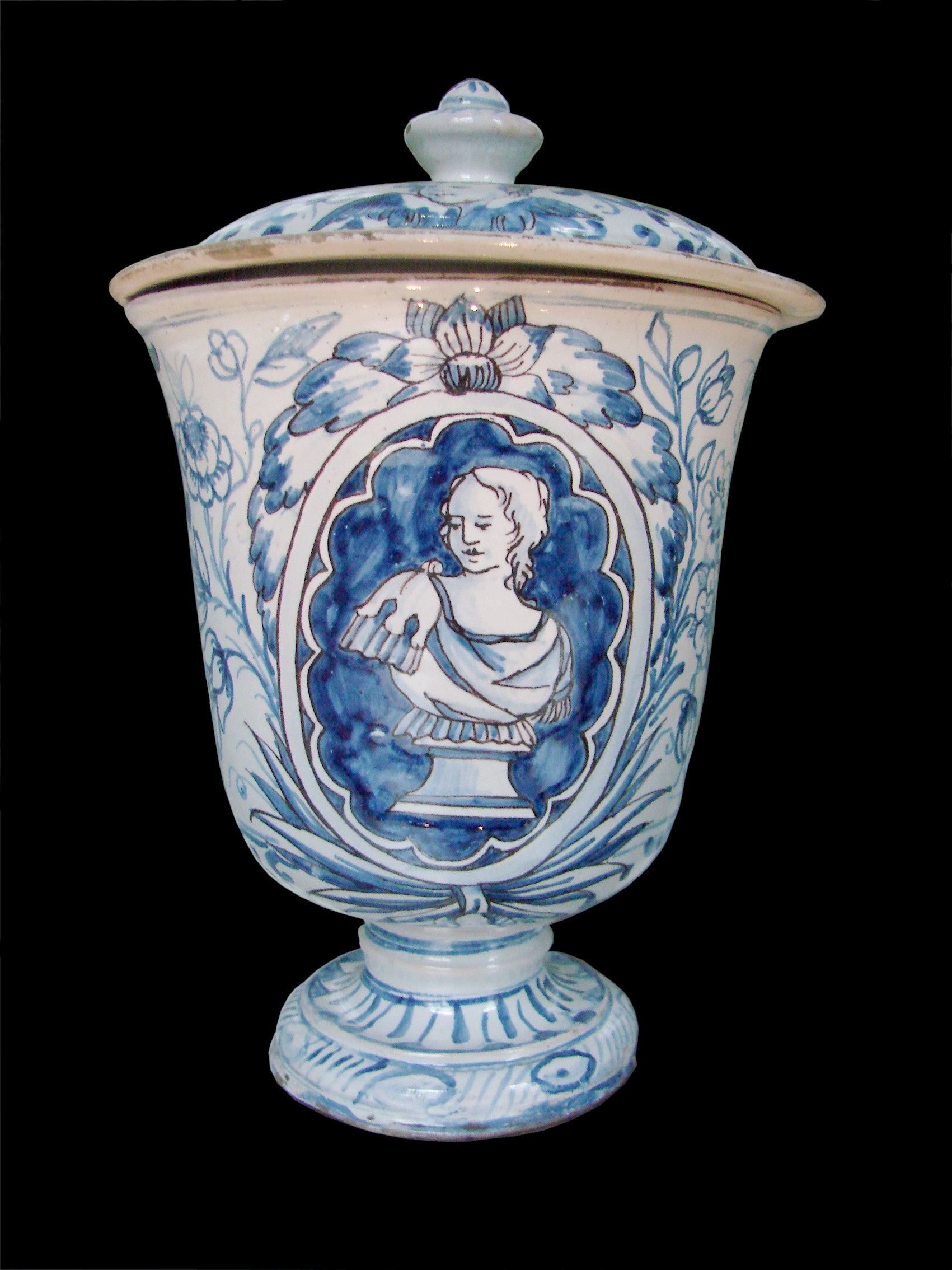
Louça esmaltada feita na Ligúria imitando as decorações holandesas e franceses.

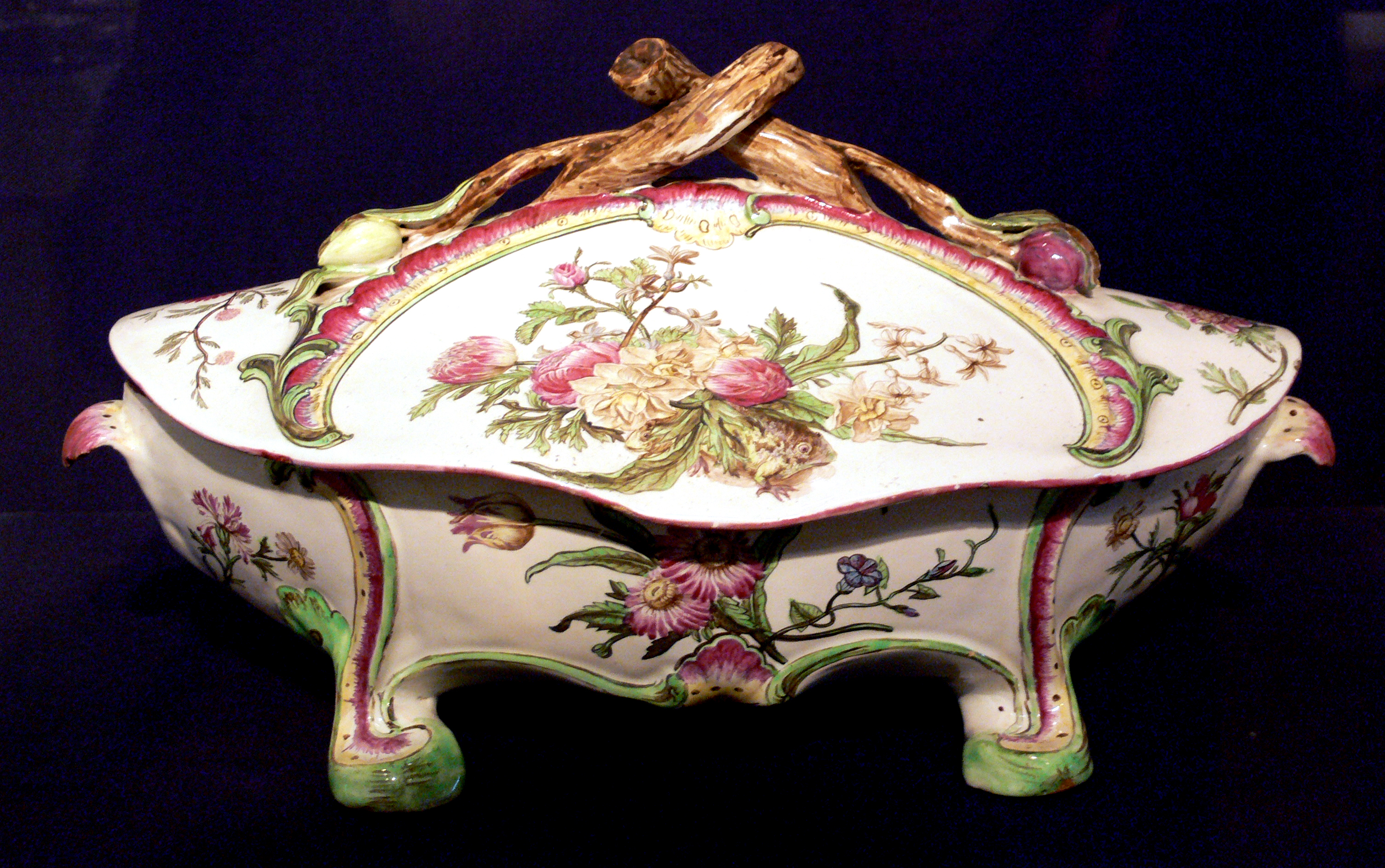
Terrina em estilo rococó, feito em Marselha, França (1770).

Delftware é uma espécie de faiança, feita nas olarias de Delft, na Holanda, caracterizada pela decoração em azul e branco. Começou no início do século XVI em uma escala relativamente pequena, imitando a maiólica italiana. Por volta de 1580, os holandeses começaram a imitar a porcelana chinesa muito procurada na Europa, e depois, a porcelana japonesa. A partir da segunda metade do século XVII, eles também passaram a fabricar e exportar um tipo de faiança tipicamente holandesa.
Ceramistas holandeses estabeleceram centros de faiança na Alemanha. As primeiras manufaturas alemãs foram abertas em Hanau (1661) e Heusenstamm (1662), logo mudou-se para a vizinha Frankfurt-am-Main. 

### França
O nome "faiança" é baseado no nome Faenza, localizado na Romagna perto de Ravenna, Itália, onde uma louça de faiança era pintada em um fundo branco puro opaco produzida para exportação no século XV. Na França, o primeiro pintor de faiança conhecido foi Masseot Abaquesne, estabelecido em Rouen em meados de 1530. 
A faiança de Nevers e a faiança de Rouen foram os principais centros franceses de fabricação de faiança no século XVII, ambos capazes de fornecer mercadorias de acordo com os padrões exigidos pela corte e pela nobreza. Nevers continuou o estilo istoriato italiano, pintado com temas figurativos, até cerca de 1650. Muitos outros centros desenvolvidos a partir do início do século XVIII, liderados em 1690 por Quimper na Bretanha, seguido por Moustiers, Marselha, Estrasburgo e Lunéville e muitos outros centros. O conjunto de fábricas DO sul era geralmente o mais inovador, enquanto Estrasburgo e outros centros próximos ao Reno foram muito influenciados pela porcelana alemã.

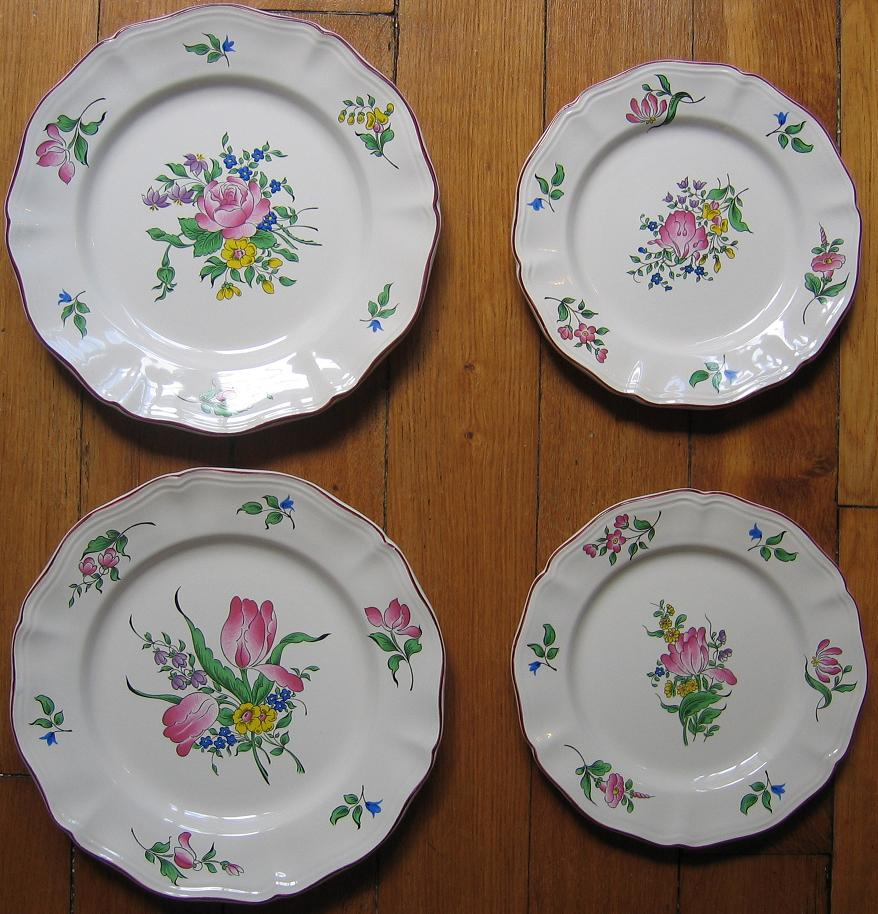
Pratos decorados feitos pela Luneville Faience, um dos fabricantes de cerâmica francesa mais famosos.

Os produtos das fábricas francesas poderiam ser categorizados de diversos tipos como: faïence blanche deixada em sua tira branca cozida não decorada. Faïence parlante (especialmente de Nevers) ostenta etiquetas decorativas ou faixas. Os produtos de farmácia, como albarelli, levavam o nome do seu conteúdo, que era escrito geralmente em latim. Lemas de bolsas e associações tornaram-se populares no século XVIII, como a faïence patriotique, muito difundida nos anos da Revolução Francesa. A partir do século XVIII, muitas fábricas francesas passaram a produzir peças em estilo rococó.
Na Suíça, Zunfthaus zur Meisen perto da igreja Fraumünster abriga a coleção de porcelana e faiança do Museu Nacional Suíço em Zurique.

### Inglaterra
Na Inglaterra do século XIX, "faiança" era frequentemente usada para descrever "qualquer cerâmica com modelagem em relevo decorada com esmaltes coloridos", incluindo terracota vidrada e majólica vitoriana. A faiança produzida em Lambeth, Londres, e em outros centros, a partir do final do século XVI, servia aos boticários como potes para remédios ou substâncias e estavam entre os produtos mais vendidos. Grandes pratos pintados foram produzidos para casamentos e outras ocasiões especiais, com decoração rústica que mais tarde foi muito requisitada pelos colecionadores de arte inglesa. Muitos dos primeiros oleiros de Londres eram flamengos. Por volta de 1600, cerâmicas azuis e brancas estavam sendo produzidas, mas foram substituída na primeira metade do século XVIII com a introdução de "louça creme".
No decorrer do final do século XVIII, a porcelana e outros utensílios cerâmicos foram desenvolvidos pela primeira vez na cerâmica de Staffordshire, como a "louça creme" que dominaram o mercado de faiança fina. Em 1786, a indústria francesa realizou um tratado comercial com a Grã-Bretanha, muito pressionado por Josiah Wedgwood, que fixou o imposto de importação sobre a louça inglesa em um nível nominal. No início do século XIX, o grés fino fechou os últimos ateliês dos fabricantes tradicionais. Paralelamente, as manufaturas locais continuaram a fornecer aos mercados regionais produtos simples de baixa qualidade, mas essas variedades locais continuaram a ser até hoje como uma forma de arte popular. No século XIX, duas técnicas de envidraçamento de faiança foram revividas pela olaria Minton em Staffordshire: A cerâmica esmaltada no estilo da maiolica italiana renascentista e a cerâmica com decoração de esmaltes coloridos sobre faiança não esmaltada moldada em baixo relevo. Essas duas técnicas foram exibidas na Grande Exposição de 1851 e na Exposição Internacional de 1862. Ambos são conhecidos hoje como majólica vitoriana. As peças de majólica com esmaltes coloridos foram posteriormente fabricadas pela Wedgwood e por numerosas industrias menores de Staffordshire em torno de Burslem e Stoke-on-Trent. No final do século XIX, William de Morgan redescobriu a técnica da faiança lustrosa "com um padrão extraordinariamente elevado".

### Brasil
No Brasil, a indústria de louça de faiança fina teve seu maior desenvolvimento no início do século XX, sendo que seu declínio se inicia na década de 1940, quando a produção de porcelana se acelera e dissemina pelo país. Com a maior oferta de louça de porcelana , mais resistente e durável, e de acabamento mais fino e mais branco, a louça de faiança foi gradualmente sendo preterida, o que levou ao fim de várias das fábricas pioneiras de louça no Brasil. Atualmente, há dificuldade em efetuar pesquisas por meios eletrônicos para obter informações sobre coleções de faiança brasileira em museus do Brasil.

## Manufaturas por país
Muitos centros de faiança tradicional são reconhecidos, assim como alguns ateliês individuais:

### Portugal
As principais fábricas portuguesas de faianças, até ao início do século XX, foram:
- Real Fábrica do Rato: famosa pelo esmalte e pinturas delicadas de Sebastião D'Almeida.
- Fábrica de Viana
- Real Fábrica da Bica do Sapato
- Fábrica do Juncal
- Fábrica do Porto
- Fábrica de Coimbra

### França
- Nevers faience
- Lyon Faience
- Rouen faience
- Marselha: Veuve Perrin, Gaspard Robert, Joseph Fauchier, Honoré Savy
- Quimper faience
- Niderviller pottery
- Aprey Faience
- Moustiers: Ateliers Clérissy
- Strasbourg faience
- Luneville Faience
- Gien Faience, including the Faïencerie de Gien
- Creil-Montereau faience
- Mesves sur Loire faience
- Montpellier faience
- Saint-Porchaire ware

### Itália

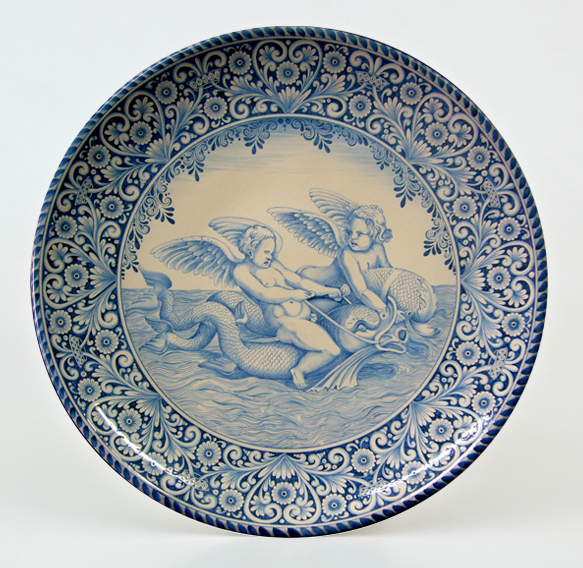
Faiança de Laterza, Itália.

- Laterza faience
- Savona faience
- Turin faience
- Lodi faience

### Espanha
- Manises
- Royal Factory of Alcora faience
- Royal Factory of La Moncloa
- Royal Factory of Sargadelos
- Talavera de la Reina pottery

### Alemanha
- Abtsbessingen faience
- Hanau faience (1661–1810)
- Nürnberg faience
- Öttingen–Schrattenhofen faience
- Poppelsdorf faience (1755–1829)
- Schleswig faience
- Stockelsdorf faience
- Stralsund faience

### Dinamarca
- Aluminia
- Bing & Grøndahl
- Kastrup Værk
- Porcelænshaven
- Royal Copenhagen

### Países Baixos
- Boerenbont
- Delftware
- Gouda (pottery)
- Koninklijke Porceleyne Fles
- Loosdrechts Porselein
- Regina (pottery)
- Royal Tichelaar
- Weesp Porselein

### Noruega
- Herrebøe Faience Factory
- Stavangerflint

### Suécia
- Rörstrand

Áustria
- Gmunden

### México
- Talavera (pottery)

### Canadá
- Blue Mountain Pottery

### Estados Unidos
- California Faience
- Ephraim Faience Pottery
- Herman Carl Mueller, Mueller Mosaic Company, Trenton, New Jersey
- Lonhuda Pottery Company
- Weller pottery
- Florida Faience, Martin Cushman, (Mt Plyouth Fl)